# (14068) Hauserová
14068 Hauserova (1996 HP1) – planetoida z pasa głównego asteroid okrążająca Słońce w ciągu 4,24 lat w średniej odległości 2,62 j.a. Odkryta 21 kwietnia 1996 roku.